# Margaret Leighton
Margaret Leighton (Barnt Green, 26 februari 1922 - Chichester, 13 januari 1976) was een Engels actrice. Zij werd in 1972 genomineerd voor een Academy Award voor haar bijrol als Mrs. Maudsley in The Go-Between. Hiervoor werd haar een BAFTA Award daadwerkelijk toegekend, nadat ze een jaar eerder al een Emmy Award kreeg voor haar spel in een aflevering van Hallmark Hall of Fame.
Leighton debuteerde in 1948 op het witte doek als Catherine Winslow in de Britse dramafilm The Winslow Boy. Dat bleek haar eerste van meer dan 25 filmrollen, meer dan dertig inclusief die in televisiefilms. Daarnaast was Leighton regelmatig actief in het theater. Voor haar spel op de planken won ze in 1957 een Tony Award (voor het toneelstuk Separate Tables) en een tweede in 1962 (voor het toneelstuk The Night of the Iguana).
Leighton trouwde in 1964 met acteur Michael Wilding, haar derde echtgenoot. Ze bleef samen met hem tot aan haar overlijden. Eerder was ze van 1947 tot 1955 getrouwd met Max Reinhardt (niet te verwarren met de gelijknamige regisseur) en van 1957 tot 1961 met acteur Laurence Harvey.
Leighton overleed op 53-jarige leeftijd aan de gevolgen van multiple sclerose.

## Filmografie
*Exclusief vijf televisiefilms
| - Trial by Combat (1976) - Galileo (1975) - Bequest to the Nation (1973) - From Beyond the Grave (1973) - Zee and Co. (1972) - Lady Caroline Lamb (1972) - The Go-Between (1970) - The Madwoman of Chaillot (1969) - 7 Women (1966) - The Loved One (1965) - The Best Man (1964) - Waltz of the Toreadors (1962) - The Sound and the Fury (1959) | - The Passionate Stranger (1957) - The Constant Husband (1955) - Carrington V.C. (1955) - The Teckman Mystery (1954) - The Good Die Young (1954) - The Holly and the Ivy (1952) - Home at Seven (1952) - Calling Bulldog Drummond (1951) - The Elusive Pimpernel (1950) - The Astonished Heart (1950) - Under Capricorn (1949) - Bonnie Prince Charlie (1948) - The Winslow Boy (1948) |

## Televisieseries
*Exclusief eenmalige gastrollen
- The Upper Crusts - Lady Seacroft (1973, zes afleveringen)
- Dr. Kildare - Chris Becker (1965, vijf afleveringen)

- Biblioteca Nacional de España: XX1297882
- Bibliothèque nationale de France: cb14198232v (data)
- Gemeinsame Normdatei: 1015885969
- International Standard Name Identifier: 0000 0001 1598 8603
- Library of Congress Control Number: n88100617
- Nationale Bibliotheek van Tsjechië: xx0127970
- Nationale bibliotheek van Australië: 36548688
- Nationale Bibliotheek van Israël: 987007457201005171
- Nederlandse Thesaurus van Auteursnamen: 069963223
- Istituto Centrale per il Catalogo Unico: RT1V025753
- SNAC: w6v16t4x
- Système universitaire de documentation: 192207164
- Virtual International Authority File: 14983714
- WorldCat: E39PBJqBjFgQTpjh8pBMGkcByd